# Donyell Malen
Donyell Malen (Wieringen, 19 de janeiro de 1999) é um futebolista neerlandês que atua como atacante. Atualmente, joga pelo Aston Villa.

## Carreira

### PSV
Malen foi transferido do Arsenal ao PSV Eindhoven no final de agosto de 2017.

### Borussia Dortmund
Em 27 de julho de 2021, Malen foi comprado pelo Borussia Dortmund por um valor de 30 milhões de euros, assinando um contrato de cinco anos. Marcou seu primeiro gol em 28 de setembro de 2021, na vitória por 1-0 sobre o Sporting, pela Liga dos Campeões da Uefa.

### Aston Villa
No dia 14 de janeiro de 2025, Malen foi anunciado como novo reforço do Aston Villa. O jogador que representa a seleção da Holanda, assinou um contrato de longo prazo com o clube da Premier League. Os Villains pagaram cerca de € 23 milhões (cerca de R$ 156 milhões), além de € 3 milhões (cerca de R$ 18 milhões) em bônus para contar com o jogador.

## Títulos
PSV Eindhoven
- Eredivisie: 2017–18

### Prêmios individuais
- Jogador do mês da Eredivisie: Setembro de 2019